# Peter Kuhlemann
Peter Kuhlemann (* 16. März 1913 in Nordhausen; † 24. Juli 2005 in Westerland) war ein deutscher Zoologe und Autor.

## Leben und Wirken
Kuhlemann studierte in Berlin und München Zoologie. Auf Helgoland erwarb er sich als Mitarbeiter der dortigen Vogelwarte, besonders auf den Außenstationen Wangerooge und Scharhörn, eingehende Kenntnisse des Seevogellebens. Ab 1935 sorgten Knud Ahlborn und er für die Nutzung der Kampener Vogelkoje als erstem „Informationszentrum auf Sylt“. 1938 war die Gründung der Seevogelfreistätte Scharhörn seinem Robinson-Dasein auf der unbewohnten, neu entstandenen Nordseeinsel mit zu verdanken. Zeitgleich lag die Mitarbeit an den Heinrothschen Vogelstimmen-Aufnahmen auf Schallplatten in freier Natur (Gefiederte Meistersänger). Im Anschluss leitete er eine zweimonatige Expedition zur Bestandsaufnahme von Reptilien im nordafrikanischen Küstengebiet Libyens mit mannigfacher Ausbeute für die Bayerischen Zoologischen Staatssammlungen.
Der Zweite Weltkrieg, den Kuhlemann bei der Marine mitmachte, unterbrach eine vorbereitete Unternehmung nach Südafrika. Nach einem Fluchtversuch aus Gefangenschaft gelang die Heimkehr nach Deutschland erst 1949. Alle zoologischen und literarischen Aufzeichnungen und Sammlungen waren wie sein Haus nicht mehr vorhanden; als Pelztierfarmer schuf er sich in Schleswig-Holstein eine neue Existenz.
Der Landesverband des Bundes für Vogelschutz e.V. berief ihn 1952 als Leiter der geplanten Vogelschutz-Wildschutz-Forschungsstation Neumünster. Als einer der TV-Pioniere – noch vor Professor Bernhard Grzimek – drehte er Tierfilme und moderierte bereits ab 1953 aus Hamburg seine Fernsehzoo-Reihe: „Was weiß man schon von Tieren - Geh´n wir mal zu Hagenbeck“; diese Fernseh-Reihe umfasste 31 Folgen.  Der NDR ehrte ihn für die Herstellung eines Storchenfilms mit einem Fernsehpreis.
Für den Tierschutz setzte er sich weiterhin aktiv ein. Ihm oblag bei der Umwandlung des NS-Wasserhafens für Wasserflugzeugbomber Rantum in eines der wichtigsten Vogelschutzgebiete Deutschlands, dem Rantum-Becken, ein wesentlicher Anteil der Planungsarbeit.
1973 wurde Kuhlemann für seine Verdienste im Naturschutz mit dem Bundesverdienstkreuz am Bande geehrt. Fachleute wussten seine Meinung und seinen Rat wegen seines vielfältigen und praxisnahen Engagements zu schätzen. Biologie-Studenten und auch Hobby-Ornithologen, die während ihrer Sylt-Exkursionen von Professor Herbert Bruns zu Kuhlemann geführt wurden, erhielten von ihm Informationen über seine aktuellen Beobachtungen und ökologischen Einschätzungen des Natur- und Tierschutzes. Mit anderen Initiatoren zusammen konnte er sich freuen, dass ihr Einsatz für einen Nationalpark Wattenmeer erfolgreich wurde.
2002 brachte er das Buch Die Vögel unserer Heimat als überarbeitete Fassung seiner Veröffentlichungen aus den Jahren 1958 und 1966 heraus. Mit Übergabe einer Ehrenurkunde wurde Kuhlemann 2004 in Würdigung seiner aktiven Mitarbeit im Landestierschutzbund vom Vorsitzenden Wolfram Hartwich als Ehrenvorstandsmitglied begrüßt. Mit 91 Jahren hielt er noch Vorträge und veröffentlichte das Buch Mit Tieren leben. Mit Schaffensdrang und Willenskraft war er zudem noch als geachteter Schriftsteller, Archäologe und Maler tätig.

## Schriften (Auswahl)
- Nesthocker – Weltwanderer. Neumann Verlag, Radebeul-Berlin 1952.
- Robinson auf Nordseeinseln. mit Geleitwort von Professor Erwin Stresemann (1951), Westerland, pro info Verlag, 1983
- Die Vögel unserer Heimat. Niebüll, Videel, 2002,  ISBN 3-89906-376-7.
- Alle unsere Tiere. Niebüll, Videel, 2003, ISBN 3-89906-642-1.
- Mit Tieren leben.  Niebüll, Videel, 2004, ISBN 3-89906-785-1.